# Касимов, Сабыр Ахметжанович
Сабыр Ахметжанулы Касымов (каз. Сабыр Ахметжанұлы Қасымов; 12 июля 1951, Сладковский район, Тюменская область, РСФСР, СССР) — казахстанский общественный деятель, политолог, известный юрист и правозащитник, кандидат юридических наук (1990). Заслуженный деятель Казахстана (2002). Депутат Сената Парламента Республики Казахстан І созыва (1995—1999).

## Биография
Родился 12 июля 1951 года в селе Менжинка Складовского района Тюменской области РСФСР.
В 1977 году окончил юридический факультет Казахского государственного университета имени С. М. Кирова по специальности юрист, в 1988 году Академию общественных наук при ЦК КПСС по специальности политолог.
В 1990 году защитил учёную степень кандидата юридических наук, тема диссертации: «Равноправие нации: политико-правовые проблемы» (г. Москва);
Имеет монографию и ряд научных и публицистических статей по вопросам права, политологии, национальных отношений.

## Трудовая деятельность
С 1971 по 1973 год — грузчик-транспортировщик Алма-Атинская коврово-ткацкая фабрика;
С 1973 по 1974 год — курьер Ленинский районный народный суд города Алма-Аты;
С 1974 по 1977 год — судебный исполнитель Октябрьский районный народный суд города Алма-Аты;
С 1977 по 1980 год — помощник прокурора Фрунзенского района города Алма-Аты;
С 1980 по 1984 год — народный судья, Советского районных народных судов города Алма-Аты;
С 1984 по 1986 год — инструктор отделов административных органов Алма-Атинского обкома и ЦК Компартии Казахстана;
С 1986 по 1988 год — слушатель Академии общественных наук при ЦК КПСС (Москва);
С 1988 по 1990 год — лектор, инструктор Идеологический отдел ЦК Компартии Казахстана по вопросам национальных отношений;
С 1990 по 1991 год — советник Президентского совета Казахской ССР;
С 1991 по 1992 год — советник Председателя Верховного Совета РК;
С 1992 по 1995 год — судья Конституционный суд Республики Казахстан;
С 1995 по 1999 год — депутат Сената Парламента Республики Казахстан І созыва, член комитета по конституционному законодательству, судебной системе и правоохранительным органам;
С 1999 по 2001 год — представитель Президента РК в Мажилисе Парламента РК;
С 2001 по 2014 год — заместитель руководителя Представительства Президента РК в Парламенте РК;
С 2004 по 2005 год — заместитель начальника Департамента юстиции по Северо-Казахстанской области;
С 2005 по 2008 год — заместитель Руководителя Представительства Президента РК в Парламенте РК;
С 2008 по 2014 год — заведующий сектором Представительства Президента РК в Парламенте РК;
С 2014 по 2016 год — заместитель Руководителя Аппарата Мажилиса Парламента РК;
С 2016 года — Президент Республиканского общественного фонда «КАҺАРМАНДАР» по реабилитации и увековечиванию памяти лиц, пострадавших в борьбе за независимость и свободу Казахстана;

## Награды
- Почётное звание «Юрист высшей категории Республики Казахстан» (1994);
- Почётное звание «Қазақстанның еңбек сіңірген қайраткері» (Заслуженный деятель Казахстана) — за заслуги в укреплении законности и многолетнюю добросовестную работу. (2002 года);
- Орден «Курмет» — за заслуги в укреплении конституционных основ государственности Казахстана и многолетний плодотворный труд.;
- Медаль «За укрепление парламентского сотрудничества» (26 ноября 2015 года, Межпарламентская ассамблея СНГ) — за особый вклад в развитие парламентаризма, укрепление демократии, обеспечение прав и свобод граждан в государствах — участниках Содружества Независимых Государств[5][6];
- Благодарственное письмо Президента Республики Казахстан с вручением нагрудного знака;
- Правительственные медали, в том числе:
  - Медаль «Астана» (1998);
  - Медаль «10 лет независимости Республики Казахстан» (2001);
  - Медаль «10 лет Конституции Республики Казахстан» (2005);
  - Медаль «10 лет Парламенту Республики Казахстан» (2006);
  - Медаль «20 лет независимости Республики Казахстан» (2011);
  - Медаль «20 лет Конституции Республики Казахстан» (2015);
  - Медаль «25 лет независимости Республики Казахстан» (2016);
  - Медаль «Желтоқсан оқиғасына 30 жыл» (2016);[7]

## Семья
математики.